# Округ Френклин (Индијана)
Округ Френклин (енгл. Franklin County) је округ у америчкој савезној држави Индијана.

## Демографија
По попису из 2010. године број становника је 23.087, што је 936 (4,2%) становника више него 2000. године.
| Група             | 2000.          | 2010.          |
| Белци             | 21.862 (98,7%) | 22.600 (97,9%) |
| Афроамериканци    | 7 (0,0%)       | 37 (0,2%)      |
| Азијати           | 48 (0,2%)      | 55 (0,2%)      |
| Хиспаноамериканци | 104 (0,5%)     | 210 (0,9%)     |
| Укупно            | 22.151         | 23.087         |